# Filmjölk
Als Filmjölk (schwedisch), auch als Schwedenmilch bekannt, wird eine vor allem in Skandinavien beliebte Form sämiger, mild schmeckender Dickmilch (Sauermilch) bezeichnet. Sie ist dem Joghurt ähnlich, wird jedoch unter Verwendung anderer Bakterienkulturen und bei niedriger Temperatur hergestellt.

## Beschreibung
Filmjölk gilt als Oberbegriff verschiedener Sauermilchvarianten, die je nach Fettgehalt oder Zubereitungsart und verwendeter Bakterienkultur namentlich unterschieden werden (z. B. Filmjölk 2,5 %–3 % Fett unter Verwendung von Fil-Kulturen, Mellanfil 1,3 %–1,5 % Fett unter Verwendung von Fil-Kulturen etc.). In Deutschland wird sie häufig als „Schwedenmilch“ bezeichnet.
Filmjölk ist mit Bakterien gesäuerte Milch verschiedener Fettstufen. Verwendet werden Bakterien der Gattungen Streptococcus, Lactococcus und Leuconostoc. Der Metabolismus der Bakterien gibt der Milch einen säuerlichen Geschmack und lässt die Milchproteine, besonders das Casein, koagulieren. Dadurch wird dieses Meiereiprodukt leicht zähflüssig. Bei der sogenannten Langmilch (långfil), einer besonders in Nordskandinavien vorkommenden Art der Filmjölk, setzt die Bakterienart Lactococcus lactis ssp. cremoris den Milchzucker zum Teil in Polysaccharide um, was zu einer besonders sämigen Konsistenz führt.
Bei der in Deutschland verkauften „Schwedenmilch“ handelt es sich oft um flüssig gerührte Dickmilch.

## Rezept von 1911
Ein einfaches Rezept zur Herstellung von Filmjölk wurde im Jahr 1911 in Iduns Kokbok (Iduns Kochbuch) beschrieben. Das Rezept ist ausgelegt für sechs Personen. Zutaten: 1,5 lit. Magermilch und 3 Esslöffel Sauerrahm.
Die sechs Ton- oder Glasschalen werden zunächst mit Sauerrahm bestrichen. Dann werden die Gefäße mit Milch gefüllt und eine Zeit lang abgedeckt an einen warmen Ort gestellt, bis die Milch sauer oder dick wird. Der Name „Filmjölk“ meint ‚dicke Milch‘. Serviert wird das Ganze mit Zucker und Leinsamen oder Ingwer bestreut. Die Filmjölk kann auch hergestellt werden, indem der Boden eines Milchbehälters (Filbytta, Filbunke) mit Sauerrahm oder Bodenmilch (Bottonmjölk) bestrichen und mit Milch befüllt wird. So wird eine Gärung der Milch angeregt.

## Ähnliche Produkte
Oft wird behauptet, dass zur Herstellung einer bestimmten Art der Filmjölk (Långfil) früher ein Gefäß von innen mit Fettkraut (Pinguicula vulgaris) eingerieben wurde. Dies beruht möglicherweise auf einer Verwechslung mit der Herstellung des in Norwegen tettemelk, in Schweden långmjölk genannten Produktes, bei der die Enzyme des fleischfressenden Fettkrauts zum Koagulieren von Milch verwendet werden. Nach einer anderen Auffassung wurden auf dem Fettkraut regelmäßig vorkommende schleimproduzierende Mikroorganismen genutzt, um der Milch eine sämige Konsistenz und fungizide Eigenschaften zu geben.
Verwandt ist der dänische Ymer und der finnische Viili. Die Abkürzung „Fil“ ist allgemein gebräuchlich. In Schweden gehört Filmjölk zu den täglich verwendeten Lebensmitteln. Sie ist in den üblichen Getränkekartons in jedem Lebensmittelgeschäft erhältlich. Seit einigen Jahren ist Filmjölk auch mit Zusatz von Erdbeerkonfitüre und anderen Obstmischungen erhältlich. Gegessen wird Filmjölk in Schweden zusammen mit Getreideflocken zum Frühstück, zum Mittagessen oder als Zwischenmahlzeit.